# Wuthering Heights (filme de 1920)
Wuthering Heights é um filme de drama mudo produzido no Reino Unido e lançado em 1920.